# HLA-DPA1
HLA-DPA1 (англ. Major histocompatibility complex, class II, DP alpha 1) – білок, який кодується однойменним геном, розташованим у людей на 6-й хромосомі. Довжина поліпептидного ланцюга білка становить 260 амінокислот, а молекулярна маса — 29 381.
| 10         |  | 20         |  | 30         |  | 40         |  | 50         |
| ---------- |  | ---------- |  | ---------- |  | ---------- |  | ---------- |
| MRPEDRMFHI |  | RAVILRALSL |  | AFLLSLRGAG |  | AIKADHVSTY |  | AAFVQTHRPT |
| GEFMFEFDED |  | EMFYVDLDKK |  | ETVWHLEEFG |  | QAFSFEAQGG |  | LANIAILNNN |
| LNTLIQRSNH |  | TQATNDPPEV |  | TVFPKEPVEL |  | GQPNTLICHI |  | DKFFPPVLNV |
| TWLCNGELVT |  | EGVAESLFLP |  | RTDYSFHKFH |  | YLTFVPSAED |  | FYDCRVEHWG |
| LDQPLLKHWE |  | AQEPIQMPET |  | TETVLCALGL |  | VLGLVGIIVG |  | TVLIIKSLRS |
| GHDPRAQGTL |  |            |  |            |  |            |  |            |

A: Аланін

C: Цистеїн

D: Аспарагінова кислота

E: Глутамінова кислота

F: Фенілаланін

G: Гліцин

H: Гістидин

I: Ізолейцин

K: Лізин

L: Лейцин

M: Метіонін

N: Аспарагін

P: Пролін

Q: Глутамін

R: Аргінін

S: Серин

T: Треонін

V: Валін

W: Триптофан

Задіяний у такому біологічному процесі, як імунітет. 
Локалізований у клітинній мембрані, мембрані, ендоплазматичному ретикулумі, лізосомі, апараті гольджі, ендосомах.